# Ostrowiec (Malechowo)
Ostrowiec (deutsch Wusterwitz, Kreis Schlawe/Pommern) ist ein Dorf in der polnischen Woiwodschaft Westpommern. Es gehört zur Landgemeinde Malechowo (Malchow) im Powiat Sławieński (Kreis Schlawe).

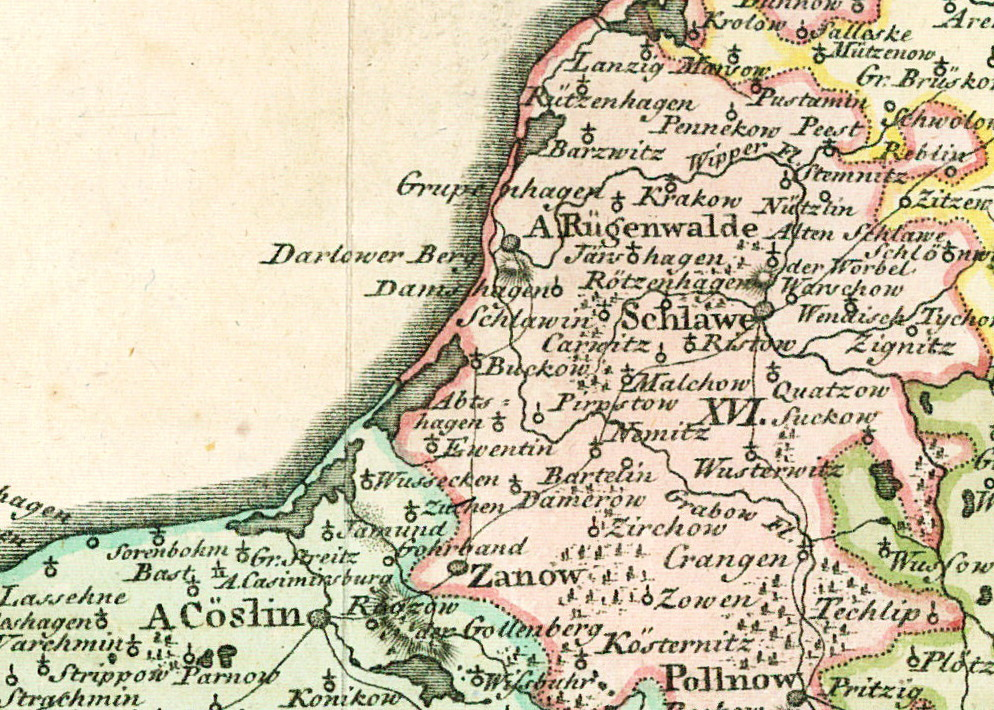
Kirchdorf Wusterwitz südlich der Stadt Schlawe und südöstlich der Stadt Rügenwalde an der Ostsee auf einer Landkarte von 1794

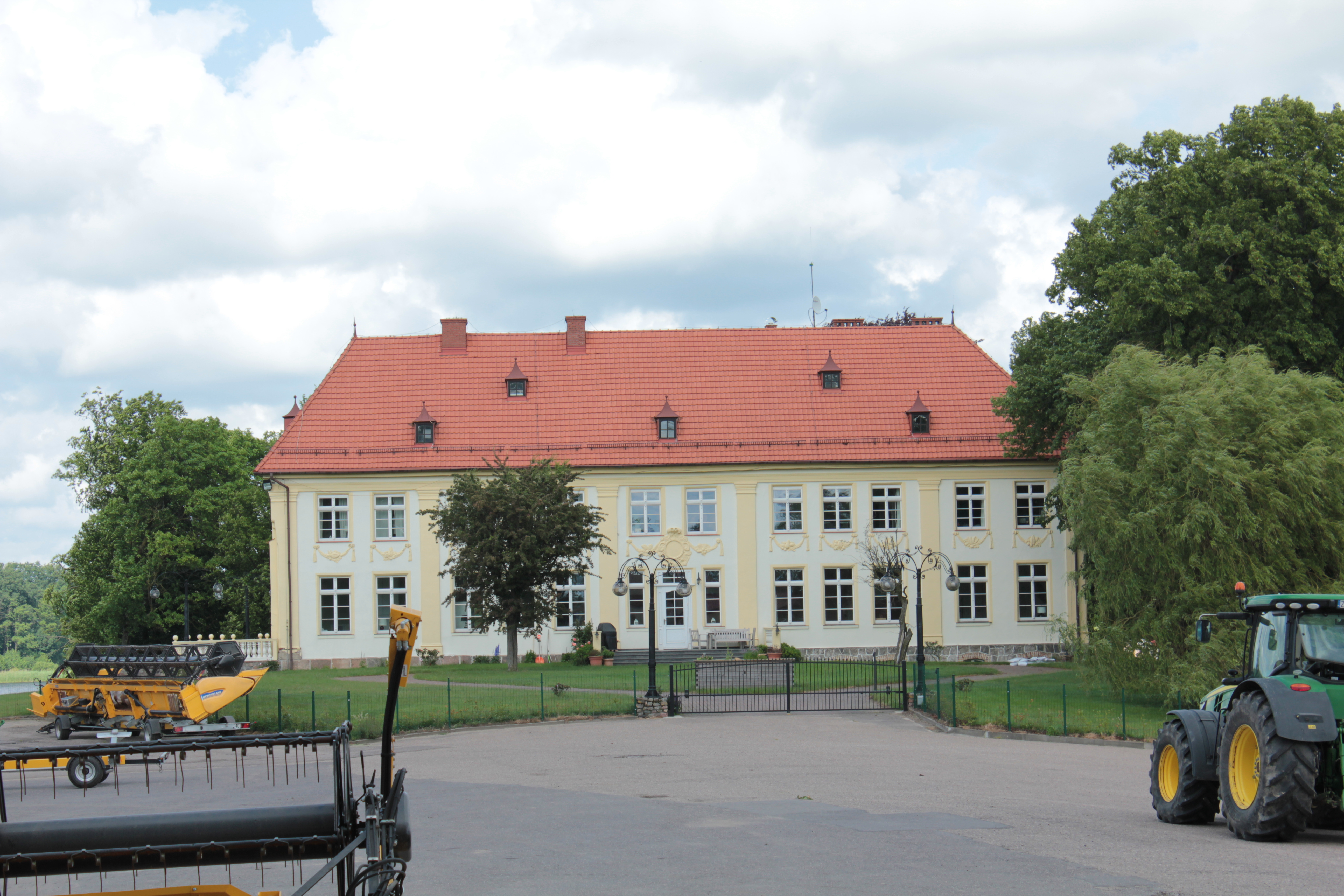
Ehemaliges Gutshaus (Aufnahme 2017)

## Geographische Lage
Das Dorf liegt in Hinterpommern, zehn Kilometer südlich der Kreisstadt Sławno, und wird umgrenzt von Podgórki (Deutsch Puddiger) und Smardzewo (Schmarsow) im Westen, Kwasowo (Quatzow) und Kosierzewo (Kusserow) im Norden, von der Rakówka (Krebsbach) im Osten und von der Grabowa (Grabow) und dem Forst Krąg (Krangen) im Süden.
Nördlich des ehemaligen Gutshofes liegt der Jezioro Ostrowieckie (Wusterwitzer See), der etwa 50 Hektar groß ist. Im Osten umgeben der Forst Kosierzewo und der Forst Białęcino (Balenthin) die Gemeinde und fallen zu den Urstromtälern der Rakówka und der Grabowa auf etwa 25 Meter über NN. ab. Die Rakówka entspringt in dem südlich gelegenen und unter Naturschutz stehenden Bagno Ostrowiec (Wusterwitzer Moor) und fließt in nördliche Richtung zur Wieprza (Wipper).

## Ortsname
Der Name Wusterwitz kam in Pommern und Brandenburg mehrmals vor, ebenso die Bezeichnung Ostrowiec, die in Polen sogar achtmal erscheint.

## Geschichte
Das Dorf Wusterwitz bei Schlawe war ursprünglich um die Kirche und den Gutshof angelegt, später baute man es zu einem Straßendorf aus. Es liegt auf altem Siedlungsgrund: ein kreisförmiger Burgwall mit doppeltem Ringwall aus wendischer Zeit ist nördlich des Wusterwitzer Sees im Buchenwald zu erkennen.
Im Jahre 1345 wird Wusterwitz das erste Mal in einer Urkunde mit einem Symso de Wustrouits genannt. In einem Urfehdebrief wird dann um 1456 Hinrich Ramele to Wusterwitze als Zeuge angeführt. Danach blieb der Ort ein Lehen derer von Ramel, bis diese es an die von Below abtreten. 1664 erwarb Adam von Podewils (1617–1697) auf Krangen den Ort. Das Schloss Wusterwitz entstand an der Wende vom 17. zum 18. Jahrhundert als stattlicher Barockbau.
In der Mitte des 19. Jahrhunderts kaufte Oskar Schimmelpfennig das Gut aus dem von Podewilschen Besitz. Um die Jahrhundertwende war das Gut zeitweise im Besitz des Fürsten Hans Heinrich von Pleß (polnisch Pszczyna) aus Oberschlesien. Bis 1928 wird Heinrich Stenzel als Besitzer genannt, nach dessen Tod es in Konkurs geht und vom Ein- und Verkaufsverein Schlawe übernommen wurde. Ein Restgut erwarb 1933 der Major Horst von Wolff.
Ende Februar 1945 erreichten Truppen der Roten Armee die Grabow und stießen bis dicht vor das Dorf vor. Die Wusterwitzer flohen am 4. März in Richtung Ostseeküste, doch wurde ihr Treck bei Stemnitz (Staniewice) – Görshagen (Górsko) überrollt und die Flüchtenden zur Heimkehr gezwungen. Der Ort wurde unter polnische Verwaltung gestellt, und es begann die Zuwanderung von Polen und Ukrainern aus Gebieten östlich der Curzon-Linie, die mit der Vertreibung der einheimischen Bevölkerung einherging. Bis 1958 lebten noch vereinzelt deutsche Familien in Wusterwitz. Das Dorf wurde in Ostrowiec umbenannt und ist heute ein Teil der Gmina Malechowo im Powiat Sławieński der Woiwodschaft Westpommern (bis 1998 Woiwodschaft Köslin). 

### Demographie
| Jahr | Einwohner | Anmerkungen |
| ---- | --------- | --- |
| 1818 | 315       | Kirchdorf mit Mutterkirche und Vorwerk, in adligem Besitz                                                         |
| 1852 | 584       | [ 2 ] |
| 1864 | 745       | am 3. Dezember, im Dorf und im Gutsbezirk zusammengenommen, auf einer Gesamtfläche von 1396 bzw. 4818 Morgen      |
| 1867 | 768       | am 3. Dezember, davon 466 im Dorf und 302 im Gutsbezirk                                                           |
| 1871 | 708       | am 1. Dezember, davon 316 im Dorf (sämtlich Evangelische) und 392 im Gutsbezirk (389 Evangelische und drei Juden) |
| 1885 | 781       | |
| 1910 | 666       | am 1. Dezember, davon 473 im Dorf und 193 im Gutsbezirk                                                           |
| 1933 | 755       | [ 7 ] |
| 1939 | 757       | [ 7 ] |

## Amt Wusterwitz
Vor 1945 bildete die Gemeinde Wusterwitz, zu der die Ortschaften Banow (polnisch: Baniewo), Alte Mühle (Stary Żytnik), Vorwerk Balenthin (Białęcinko), Neue Mühle (Nowy Żytnik) und Wusterwitz-Arbeitslager (heute nicht mehr existent) gehörten, mit dem Dorf Balenthin (Białęcino) einen eigenen Amtsbezirk im Landkreis Schlawe i. Pom. im Regierungsbezirk Köslin der preußischen Provinz Pommern. Es lag im Bereich des Standesamtsbezirks Segenthin (Żegocino) und im Amtsgerichtsbezirk Schlawe.

## Kirche

### Evangelisch
Vor 1945 waren die meisten Einwohner von Wusterwitz und Umgebung evangelischer Konfession. Das Dorf war mit den Dörfern Balenthin (Białęcino) und Wiesenthal (Święcianowo) zur Kirchengemeinde Wusterwitz vereint, die mit der Kirchengemeinde Deutsch Puddiger (Podgórki) (mit Segenthin (Żegocino)) ein eigenes Kirchspiel bildete. Es gehörte zum Kirchenkreis Schlawe in der Evangelischen Kirche der Altpreußischen Union.
Im Jahre 1940 zählte das Kirchspiel insgesamt 1766 Gemeindeglieder, 809 von der Kirchengemeinde Wusterwitz und 876 von der Kirchengemeinde Deutsch Puddiger. Das Kirchenpatronat nahmen die Gutsbesitzer von Wusterwitz und Segenthin wahr.
Seit 1945 leben nur noch wenige evangelische Einwohner in Ostrowiec. Sie sind jetzt dem Kirchspiel Koszalin (Köslin) in der Diözese Pommern-Großpolen der Evangelisch-Augsburgischen Kirche in Polen zugeordnet.

#### Pfarrer
Der letzte vorreformatorische Pater Lorenz liegt in der Wusterwitzer Kirche begraben. Ihm folgten bis 1945 als evangelische Geistliche:
1. NN. Pantel
2. NN. Pantel (Sohn von 1.)
3. Peter Hille, bis 1568
4. NN. Hille (Sohn von 3.)
5. David Berlin, ab 1575
6. NN. (Schwiegersohn von 5.)
7. Martin Colerus, genannt 1628
8. Martin Colerus (Sohn von 7.), bis 1687
9. Paul Jakob Grulich, ab 1688
10. NN. Zellner
11. Paul Heinrich Pohlmann, bis 1732
12. Jakob Ruhtz, 1733–1755
13. Samuel Rättig, 1755–1777
14. Gotthilf Nathanael Schubert, 1778–1781
15. Michael Heinrich Schmaltz, 1781–1812
16. Johann Georg Ludwig Neumann, 1813–1854
17. Hermann Gustav Goßner, 1854–1863
18. Dr.med. Wilhelm Ludwig Ziemssen, 1865–1867
19. Friedrich Wilhelm Eduard Heinrich Lagrange, 1868–1894
20. Franz Albert Gottfried Godlewski, 1895–1897
21. Karl Friedrich Ernst Füchtegott Maaß, 1898–1930
22. Ernst Mahlendorf, 1930–1939
23. Heinz Anger, 1939–1945

### Katholisch
Vor 1945 waren die wenigen römisch-katholischen Einwohner von Wusterwitz dem Pfarramt in Pollnow zugeordnet. Seit 1945 leben in Ostrowiec überwiegend katholische Einwohner. Es wurde am 29. Januar 1976 eine eigene Parochie eingerichtet, zu der außer der Mutterkirche Ostrowiec auch die Filialgemeinden Krąg (Krangen), Podgórki (Deutsch Puddiger) und Smardzewo (Schmarsow) gehören. Insgesamt zählt das Kirchspiel 2086 Gemeindeglieder, die auch in Kosierzewo (Kusserow) eine eigene Gottesdienststätte haben. Die so gebildete Parafia Ostrowiec gehört zum Dekanat Sławno im Bistum Köslin-Kolberg der Katholischen Kirche in Polen.

#### Pfarrer
1. Zbigniew Getka, 1976–1981
2. Nikodem Lewandowicz, 1981–1983
3. Zygmunt Wojciech, 1983–1984
4. Józef Olszewski, 1984–2003
5. Mariusz Żołądkowicz, seit 2003

### Pfarrkirche
Die Kirche in Ostrowiec ist mittelalterlich und wurde später stark verändert. Der Turm stammt aus der zweiten Hälfte des 17. Jahrhunderts.
Das Gotteshaus besitzt eine reichhaltige und wertvolle Innenausstattung mit viel Schnitzwerk am Altar, an der Kanzel und am Orgelprospekt. Sie stammt aus dem zu Ende gehenden 17. Jahrhundert und ist der Familie von Podewils in Krangen zu verdanken.
In der Kirche hängt das gemalte Epitaph des Regierungs- und Legationsrates Joachim von Podewils († 1676). Es fällt durch seine umfangreiche Ahnenprobe auf, die durch sechzehn Allianzwappen dargestellt ist.
Nach 1945 wurde die Kirche nach mehr als 400 Jahren evangelischem Gottesdienst, zugunsten der Katholischen Kirche enteignet. Am 7. Dezember 1947 wurde sie neu geweiht und erhielt – ebenso wie später die ganze Parochie – den Namen Podwyższenia Krzyża Świętego (Kirche der heiligen Kreuzerhöhung).

## Schule
Eine alte und neue Volksschule für die Wusterwitzer und Banower Kinder sowie die des Vorwerks Balenthin standen sich an der Dorfstraße in Wusterwitz gegenüber. Der Schulunterricht erfolgte vierklassig.

## Verkehr
Die Ortschaft liegt an der Woiwodschaftsstraße 205 (Darłowo (Rügenwalde) – Polanów (Pollnow) – Bobolice (Bublitz)). Die nächste Bahnstation ist Sławno an den Bahnstrecken Stargard Szczeciński–Gdańsk und Korzybie–Darłowo. Bis 1945 war der Ort eine Bahnstation an der Kleinbahnstrecke Schlawe–Pollnow–Sydow der Schlawer Bahnen.